# Pintor oficial de la Marina de Francia

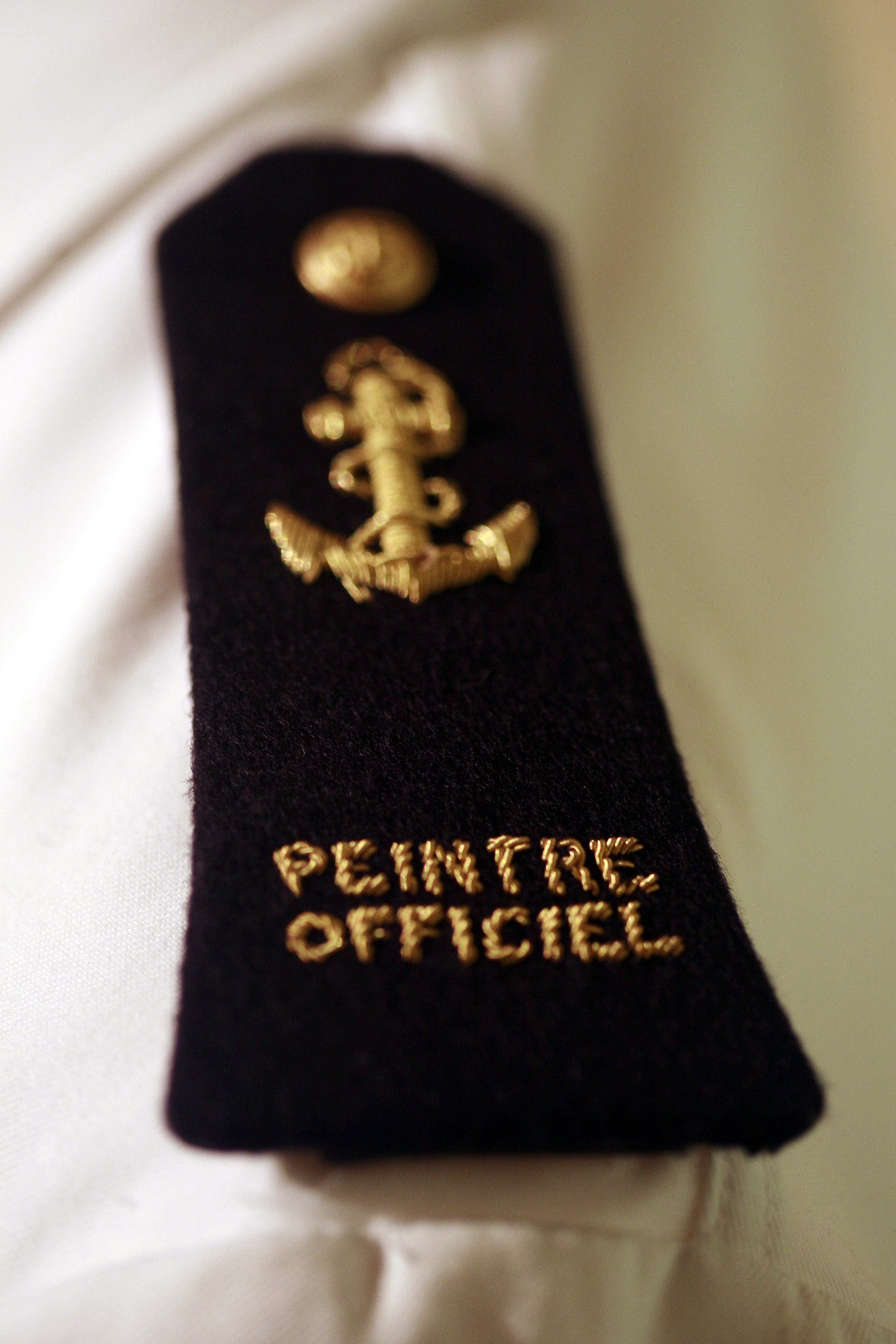
Galones de pintor oficial de la Marina.

Pintor oficial de la Marina (POM) es un título honorífico que concede el ministro francés de Defensa a artistas que hayan consagrado su talento al mar, a la Marina nacional francesa y a la gente de mar. Puede otorgarse no sólo a pintores sino también a fotógrafos, cineastas, ilustradores, impresores y escultores.

## Derechos y privilegios

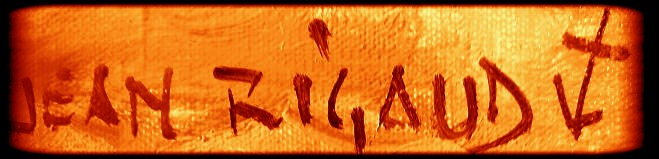
La firma de Jean Rigaud, como pintor de la Marina.

El título no da derecho a ninguna retribución pero concede ciertas facilidades y privilegios :
- el titular tiene la posibilidad de utilizar instalaciones de la Marina nacional ;
- llevar un uniforme ;
- la firma del artista en sus obras puede ir seguida de una ancla de marina ;
- es miembro del Servicio histórico de la defensa.

Existen pintores titulares y agregados. Los pintores agregados se nombran para un periodo de tres años por un jurado presidido por un oficial general de Marina y constituido por oficiales de marina y pintores titulares. Para convertirse en pintor titular hace falta haber sido pintor agregado más de cuatro veces consecutivas.

## Historia
La Monarquía de Julio inauguró la inscripción de los pintores de la Marina en el Anuario de 1830 con los pintores Louis-Philippe Crépin (1772-1851) y Théodore Gudin (1802-1880), que fueron autorizados a llevar un título oficial permanentemente. Esta tradición se mantuvo hasta 1962. En 1849 se nombró a Eugène Le Poittevin,  y en 1854 a Léon Morel-Fatio. Sin embargo, muchos artistas reconocidos quedaron fuera de la lista oficial como Eugène Isabey, Charles Mozin, Gilbert o Courdouan. Después casi medio siglo en que sólo tres pintores fueron nombrados, aumentó en once en la década 1880, cinco en 1890 y cinco más el año siguiente. En los años 1930, Lucien-Victor Delpy, Marin-Marie, Roger Chapelet y Albert Brenet proporcionaron renombre a la nueva escuela francesa de pintura marítima.
Así este cuerpo de los pintores de la Marina se mantiene desde casi dos siglos.
En 1920 se dicta un decreto que da estatus a los pintores de la Marina: el título de «pintor del Departamento de Marina» que cocedería el ministro de la Defensa por un periodo de cinco años renovables a artistas que hayan consagrado su talento al estudio de la mar, de la marina y de gente de mar. Este título no da derecho a ninguna retribución, sólo facilidades para cumplir misiones en los puertos y embarcaciones así como la facultad de añadir una ancla en su firma. En 1924 un nuevo decreto limitó a veinte el número de pintores de la Marina y el título se otorga por un periodo de tres años. Un decreto de marzo 1953 adaptó el estatus de los pintores de la Marina.
El 2 de abril de 1981 se emitió un último decreto para regular la definición y la atribución del título de pintor oficial de la Marina. Aunque son muy pocas las mujeres con este título.

## Los pintores oficiales de la Marina nombrados desde 1830

### sigloXIX
- 1830 : Louis-Philippe Crépin y Théodore Gudin
- 1849 : Eugène Le Poittevin
- 1853 : Léon Morel-Fatio
- 1867 : Pierre Émile de Crisenoy
- 1875 : Charles Longueville
- 1876 : François Geoffroy Roux
- 1880 : François Pierre Barry
- 1882 : Ludovic-Napoléon Lepic y Paul Gaillard-Lepinay
- 1883 : Michel Willenich y Charles Charlay-Pompon
- 1885 : Gaston Roullet y Édouard Adam
- 1886 : Théodore Weber
- 1887 : Gustave Bourgain
- 1888 : Marie-Nicolas Saulnier de La Pinelais
- 1889 : Eugène Dauphin
- 1890 : Léon Couturier, Gustave Le Sénéchal de Kerdréoret, Augustin Marcotte de Quivières, Octave de Champeaux-La Boulaye y Eugène d'Argence
- 1891 : Émile Maillard, Louis Dumoulin, Eugène Chigot, Paul Jobert, Paul Bertrand,
- 1892 : Raymond Moisson (1865-1898)
- 1893 : Théophile Poilpot
- 1895 : Paul Marsac y Paul Liot
- 1896 : Camille Félix Bellenger y Léon-Gustave Ravanne
- 1898 : Gustave Vient y Arvid Claes Johanson
- 1899 : François Charles Cachoud, Émile Noirot y Marius Perret
- 1900 : Gilbert Galland, Fernand Legout-Gérard, Paul Merwart y Roch de Villars

### Primera mitad delsigloXX
- 1901 : Marius Roy y Félix Ziem
- 1902 : Paul-Henri Simons
- 1903 : Félix Régamey
- 1904 : Gustave-Henri Aubain, Paul Place-Canton y Auguste Berthon
- 1905 : Gustave Fraipont, Louis-Édouard de Jarny, Maxime Noire, Fernand Olivier y Fernand Guey
- 1906 : Albert Sébille
- 1907 : Pierre Gatier
- 1908 : Émile Berthélémy, E. Chevalier, A. Delaistre y Charles Fouqueray
- 1909 : Raoul Dumont-Duparc
- 1910 : A. Chanteau, G. Chanteau, F.-H. Gauthier, L. P. Félix, H. Farre y Eugène François Deshayes
- 1911 : Lucien Laurent-Gsell y A. Moreaux
- 1912 : L.-E. Dauphin y Fernand Salkin
- 1914 : André Nivard y Clovis Cazes
- 1915 : Paul Signac
- 1916 : Maxime Maufra, Lucien Jonas y R. Desouches
- 1917 : Georges Taboureau, conocido como Sandy-Hook
- 1918 : Marius Roux-Renard, Léon Haffner, J. Lancelin y Henri Lebasque
- 1919 : Auguste Matisse
- 1921 : Charles Millot, Guy Arnoux, Pierre Bodard, Louis Bonamici, Eugène-Louis Gillot, Paul Morchain, R. Pinard, Henri Eugène Callot, Paul-Emile Lecomte, Mathurin Méheut y Frédéric Montenard
- 1922 : André Dauchez, Bernard Lachèvre, Fernand Lantoine, C. Martin-Sauvaigo y Jean-Louis Paguenaud
- 1923 : Llano Florez, G. F. Roussel y Raoul du Gardier
- 1924 : Edmond Barbaroux, J. R. Carrière, Paul Levéré, Maurice Moisset, René Quillivic, G. Rollin de Vertury, Jean Roque, André Theunissen y Pierre Leconte
- 1925 : Lucien Madrassi, Vitalis Morin, Gérard Cochet y G. Drageon
- 1926 : Gustave Alaux y J. B. Roubaux
- 1927 : José Gaboriaux
- 1928 : Auguste Silice, Adolphe Gaussen y M. Gaussen
- 1929 : Maurice Guyot, conocido como Guy Loe
- 1930 : François Alaux (1878-1952)
- 1931 : Lucien-Victor Delpy
- 1933 : Jean-Gabriel Daragnès, Bernard Roy, Pierre Roy, Lucien Simon y Michel Vilalta (1870-1943)
- 1934 : Étienne Blandin
- 1935 : Durand Coupel de Saint Front, llamado Marin-Marie
- 1936 : Albert Brenet, F. Pascal, Maurice Menardeau, Pierre-Bertrand, L. Dalloz, Pierre Bompard, Roger Chapelet, René-Yves Creston, Jim Sévellec, André Verdihlan y J. Lacombe
- 1938 : J. Maxence
- 1940 : Auguste Goichon
- 1942 : Étienne Berthier de Sauvigny, Jean Bouchaud, Henri Cahours, Horace Cristol, G. Guiraud, M. Laurent y Pierre Péron
- 1943 : Lucien Martial y Paul Perraudin
- 1944 : Luc-Marie Bayle, Fernand Herbo y Pierre Noël
- 1945 : Edmond Ceria, Jean Helleu, A. Lemoineau, Albert Marquet y L. Pascal
- 1947 : Hervé Baille, Valdo Barbey, F. Decaix, André Bizette-Lindet, G. Fouille y Henry de Waroquier
- 1948 : Philippe Dauchez y Charles Lapicque

### Segunda mitad delsigloXX
- 1952 : Charles Cerny, François Desnoyer, Jean Even y André Hambourg
- 1955 : Roger Bezombes (1913-1994)
- 1956  : Jean Delpech y Jean Rigaud
- 1957 : Louis Chervin
- 1959 : Jacques Boullaire y Léon Gambier
- 1960 : Max Henri Jacques Douguet (1903-1989)
- 1962 : Pierre Brette (a título póstumo) y Albert Decaris
- 1963 : Gustave Hervigo
- 1973 : François Baboulet, Jacques Bouyssou, Marcel Depré, Michel King, Henri Plisson, Gaston Sébire y Robert Yan
- 1975 : Jean-Pierre Alaux, François Bellec, Jacques Courboulès y Jean Dieuzaide
- 1977 : Michel Hertz y Jean-Jacques Morvan
- 1979 : Jean Le Merdy, Roger Montané y Jean Peltier
- 1981 : Arnaud d'Hauterives, Marc Monkowicki y Claude Schürr
- 1983 : André Bourrié, Jean-Marie Chourgnoz[1] y Serge Markó
- 1987 : Michel Bernard, Michel Bez y Robert Savary
- 1989 : J. Cluseau Lanauve, Jean-Gabriel Montador, Michel Tesmoingt y Jean-Paul Tourbatez
- 1991 : Marc-Pierre Berthier, Michel Jouenne, Philip Plisson (fotógrafo) y Stéphane Ruais
- 1993 : Paul Ambille, Pierre Courtois y François Perhirin
- 1995 : Jacques Coquillay y Christiane Rosset
- 1997 : Alain Bailhache, Christoff Debusschere, Claude Fauchère y Jean-Pierre Le Bras
- 1999 : Roland Lefranc

### sigloXXI
- 2001 : Patrick Camus,[2] Ronan Olier y John Pendray
- 2003 : Michèle Battut, Michel Bellion, Titouan Lamazou, Christian Le Corre, Richard Texier y Jean-Marie Zacchi
- 2005 : Yann Arthus-Bertrand (fotógrafo), Éric Bari, Jean Lemonnier, Anne Smith,[3] Dirk Verdoorn
- 2008 : Jean Gaumy (fotógrafo),[4] y Nicolas Vial[5]
- 2010 : Marie Détrée-Hourrière, Jacques Rohaut, Olivier Dufaure de Lajarte y Guy L'Hostis
- 2012 : Sylvie Du Plessis, Jean-Pierre Arcile y Yong-Man Kwon
- 2015 : François Legrand y Jacques Perrin (cineasta)[6]